# Aerangis biloba
Aerangis biloba är en orkidéart som först beskrevs av John Lindley och fick sitt nu gällande namn av Rudolf Schlechter. 
Aerangis biloba ingår i släktet Aerangis och familjen orkidéer. Inga underarter finns listade i Catalogue of Life.

## Bildgalleri

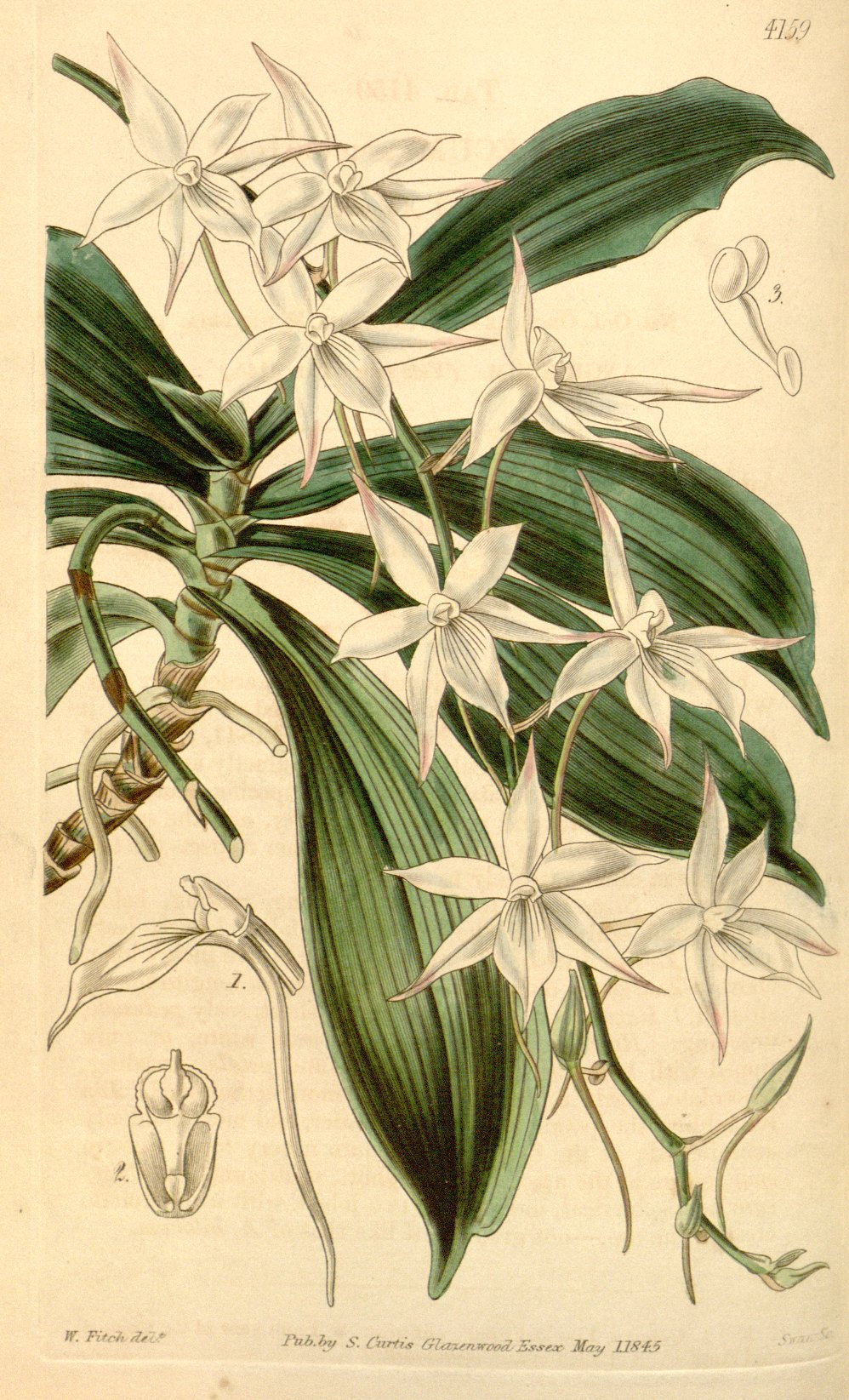
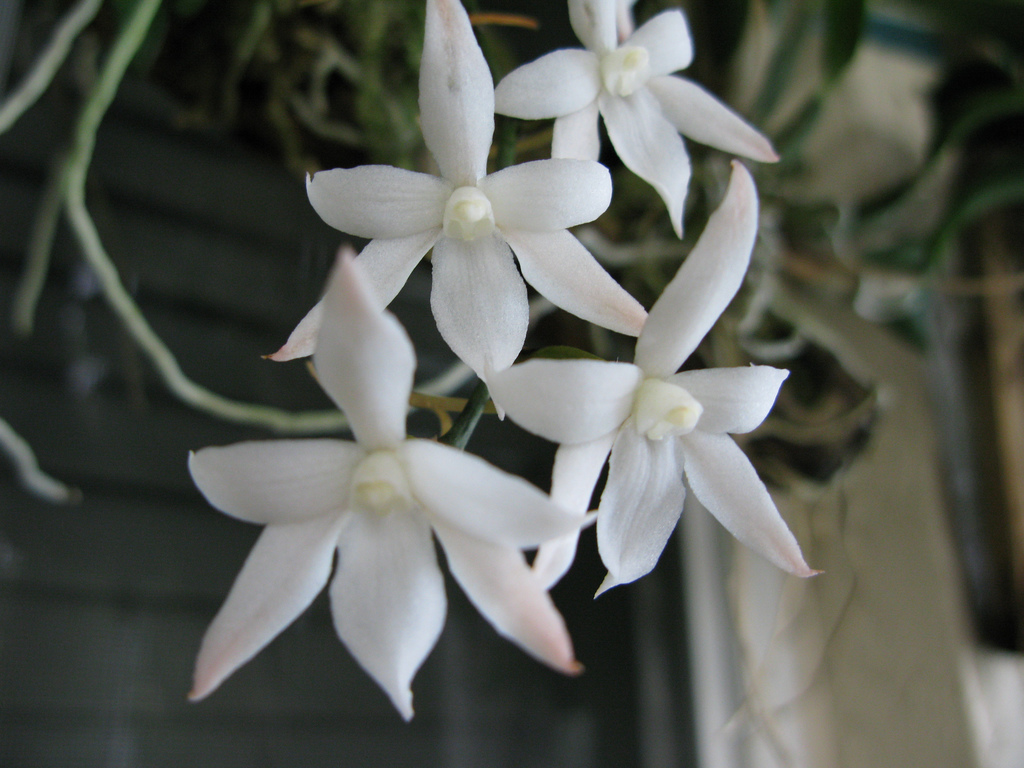
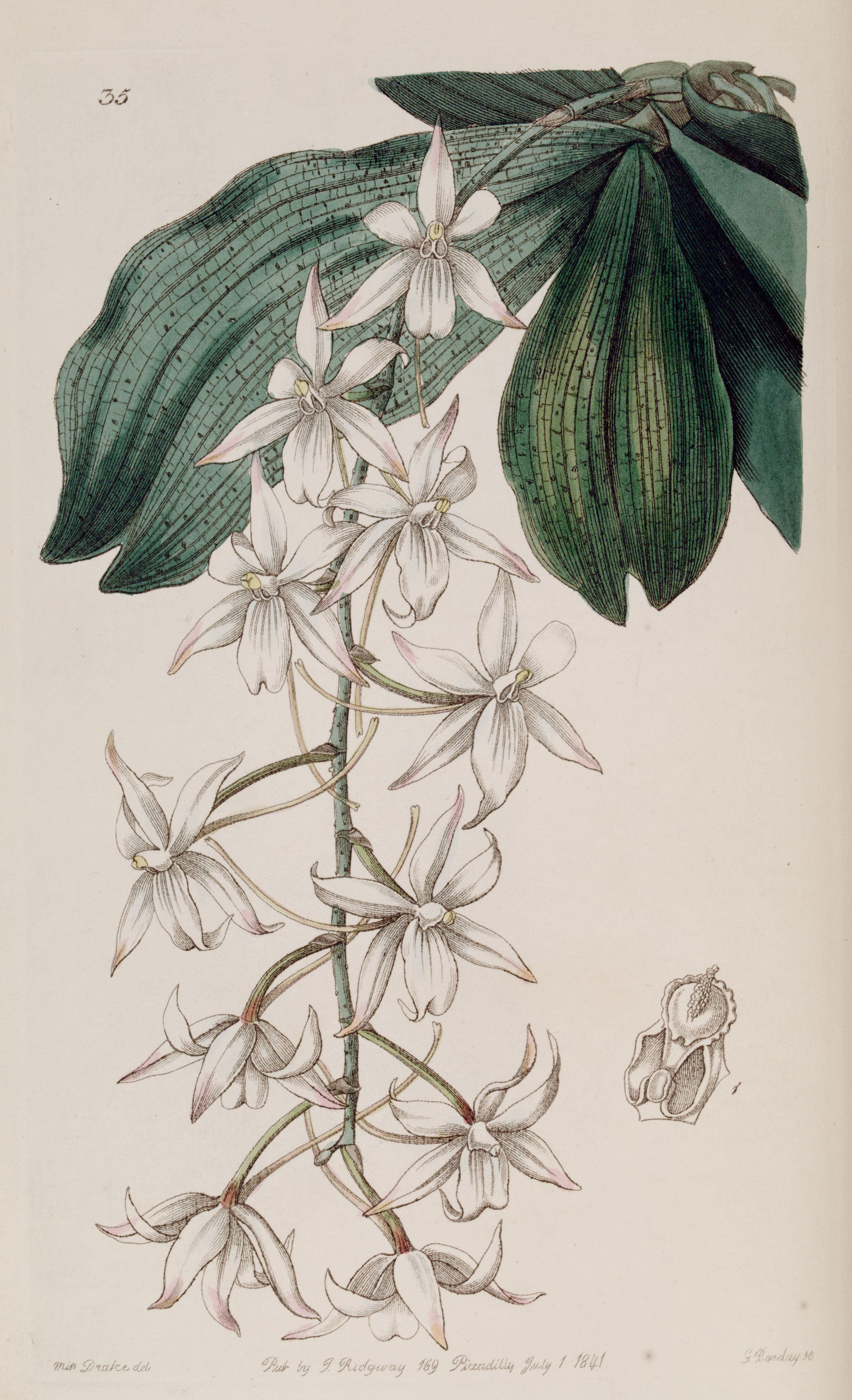
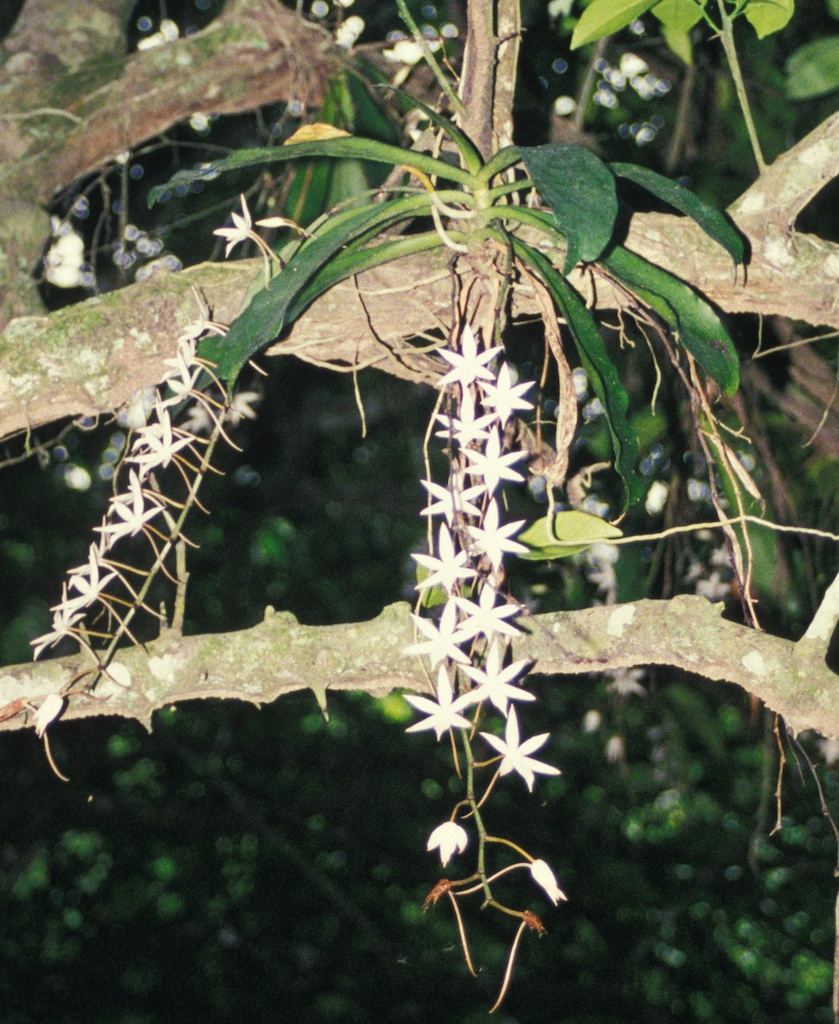
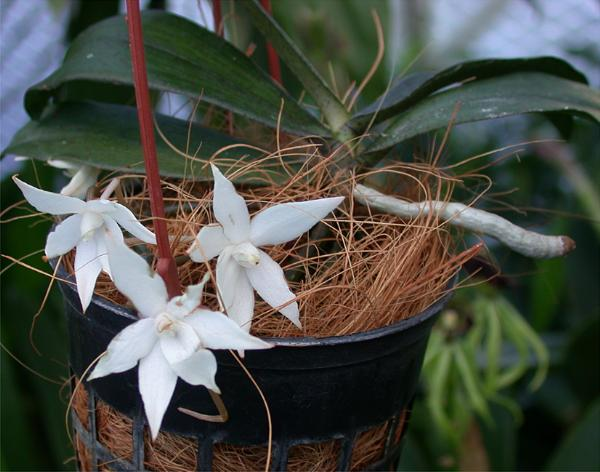
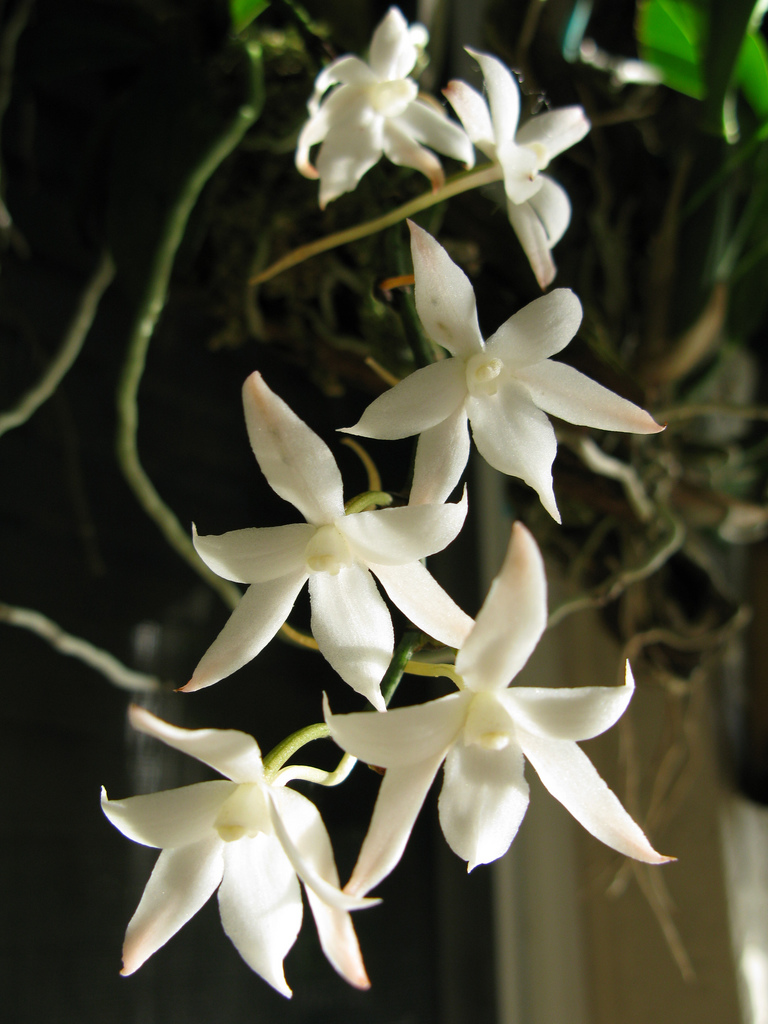